# 杉若弘子
杉若 弘子（すぎわか ひろこ、1964年 - ）は、日本の心理学者。専門は臨床心理学。同志社大学心理学部教授。

## 人物・経歴
和歌山県田辺市生まれ。1988年千葉大学教育学部教育心理学専修卒業。1990年広島大学大学院生物圏科学研究科博士課程前期環境計画科学（行動系）専攻修了、学術修士。1993年広島大学学院生物圏科学研究科博士課程後期環境計画科学（行動系）専攻単位取得退学。
1993年早稲田大学人間科学部助手。1995年奈良教育大学教育学部助教授。2001年広島大学博士（人間科学）。2005年奈良市総合計画審議会委員。2006年同志社大学文学部教授、奈良県男女共同参画審議会委員。2007年日本健康心理学会理事、日本行動療法学会理事。
2009年同志社大学心理学部教授、日本心理学会理事。2010年日本学術振興会科学研究費委員会専門委員。2014年日本カウンセリング学会編集委員。専門は臨床心理学。

## 著書
- 『セルフ・コントロールの実験臨床心理学』風間書房 2003年

## 訳書
- 『機能分析心理療法:臨床家のためのガイドブック』（大河内浩人, 河越隼人, 木下奈緒子と共訳）金剛出版 2023年